# Myopiarolis apheles
Myopiarolis apheles is een pissebed uit de familie Serolidae. De wetenschappelijke naam van de soort is voor het eerst geldig gepubliceerd in 1992 door Schotte.